# Kemperi

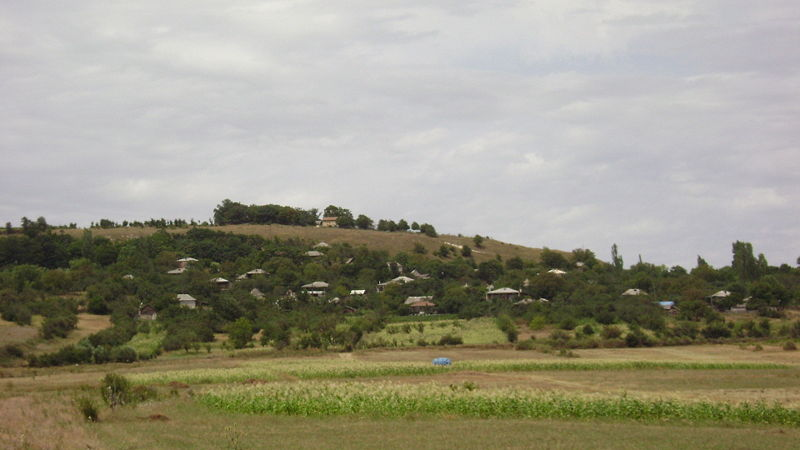
Das Dorf Kemperi

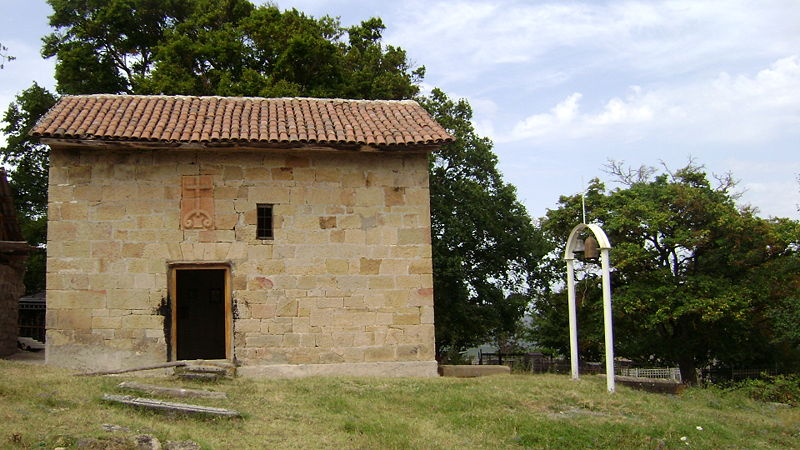
St.-Georgs-Kirche in Kemperi

Kemperi (georgisch ქემფერი [kʰɛmpʰɛrɪ]) ist ein georgisches Dorf in der Region Innerkartlien, in der Munizipalität Chaschuri.
Kemperi liegt an der östlichen Berglehne des Lichi-Grats, 11,5 Kilometer von Chaschuri entfernt. Das Dorf hat 350 Einwohner (2014).

## Geschichte
In den historischen georgischen Dokumenten wurde der Ort Kemperi erst 1715 erwähnt. Nach diesem Dokument ist Kemperi schon eine Siedlung mit 11 Familien. Auch die Namen dieser Familien werden genannt. Das Dorf existiert auch mit dem Namen Kemerti auf der Karte des bekannten georgischen Wissenschaftlers und Kartographen Wachuschti Batonischwili (1696–1757). Im 18. Jahrhundert, nach der Lekianoba, wurde das ehemalige Dorf zerstört und verödet.
Im 19. Jahrhundert wurde Kemperi wieder besiedelt. Im Jahre 1833 wohnten hier 14 Familien, 68 Männer und 52 Frauen. 1865 besaß das Dorf 13 Familien und 1886 stieg diese Zahl auf 55 (293 Einwohner).

## Sehenswürdigkeiten

### St.-Georgs-Kirche
Im Dorf Kemperi steht die St.-Georgs-Kirche (georgisch ქემფერის წმინდა გიორგის ეკლესია), die im Jahre 1880 errichtet wurde. Die Kirche ist eine Basilika und hat einen rechteckigen Grundriss (7,7 × 5,2 m) und ist aus dem behauenen quadratischen Stein gebaut. Das Gebäude hat zwei Eingangstore an der südlichen und westlichen Seite. Der Innenraum ist weiß verputzt. Das Gebäude ist mit den Dachziegeln gedeckt. Bevor diese Kirche errichtet wurde, stand an ihrer Stelle eine ältere und kleinere St-Georgs-Kirche.

### Zwerianas Saqdari
Rund 400 Meter südöstlich vom Viertel Narwani des Dorfes Kemperi steht noch eine Kirche mit dem Namen Zwerianis Saqdari (deutsch: „eine kleine Kirche von Zweriani“). Sie stammt aus dem Spätmittelalter. Die Kirche ist praktisch vollständig zerstört, vorhanden ist nur ein Teil des Altars. Die Basilika war aus dem behauenen Stein gebaut. An der Wand der Apsis ist ein kleines Fenster und zwei Nischen.